# 棕柄轴脉蕨
棕柄轴脉蕨（学名：Ctenitopsis subfuscipes）为叉蕨科轴脉蕨属下的一个种。